# Khaula Lakuri
Khaula Lakuri – gaun wikas samiti w zachodniej części Nepalu w strefie Dhawalagiri w dystrykcie Parbat. Według nepalskiego spisu powszechnego z 2001 roku liczył on 519 gospodarstw domowych i 2493 mieszkańców (1397 kobiet i 1096 mężczyzn).